# 四日市大学
四日市大学（よっかいちだいがく、英語: Yokkaichi University）は、日本の私立大学である。三重県四日市市に本部を置く。学校法人暁学園と四日市市の公私協力によって設立された。2007年には四日市市が設立する四日市看護医療大学が敷地内に開学した（運営は暁学園が行う）。

## 概観
- 四日市市が大学設立などに協力した関係で[注 1]、入学式などには四日市市長が出席する。
- 大学設立には上記に述べた四日市市のほか、四日市商工会議所も設立に関わった。このことから、就職受け入れ先の企業には三重県内および四日市市内・周辺の企業が多い。そのほか三重県とともに東海3県を構成する愛知県や岐阜県の就職先も多い傾向にある。
- 四日市大学では全学生が1年次からいずれかのゼミに所属する。大学1年次は入門的なゼミ、2年次から専門的なゼミに入る[要出典]。
- 教員と学生との面談による評価手法を実施している。入学時に1回、以後毎年度末に1回ずつ計5回の面談をゼミ担当教員が実施する[要出典]。

## 沿革

### 年表
- 1946年（昭和21年）4月 - 財団法人暁学園設立。暁幼稚園開園。暁女子専門学校（のちの四日市大学短期大学部）開校
- 1951年（昭和26年）3月 - 財団法人暁学園を学校法人暁学園に組織変更
- 1988年（昭和63年）4月 - 四日市大学が開学。経済学部（経済学科・経営学科）を設置。初代学長に城島國弘が就任
- 1997年（平成9年）4月 - 環境情報学部（環境情報学科）を設置
- 1999年（平成11年）4月 - 2代目学長に宗村南男理事長が就任（兼任）
- 2001年（平成13年）
  - 3月 - ISO14001認証を取得
  - 4月 - 総合政策学部（総合政策学科）を設置
- 2004年（平成16年）4月 - 環境情報学部にメディアコミュニケーション学科を増設
- 2005年（平成17年）4月 - 経済学部に現代ビジネス学科を増設
- 2006年（平成18年）4月 - 環境情報学部に社会環境デザイン学科を増設
- 2007年（平成19年）4月 - 敷地内に四日市看護医療大学が開学
- 2008年（平成20年）4月 - 経済学部の現代ビジネス学科、環境情報学部の社会環境デザイン学科を募集停止
- 2009年（平成21年）
  - 4月 - 関孝和数数学研究所設置
  - 10月 - サスティナビリティ研究所設置
- 2010年（平成22年）4月 - 環境情報学部のメディアコミュニケーション学科を募集停止
- 2013年（平成25年）4月 - 経済学部の経済学科と経営学科を経済学部経済経営学科に改組
- 2014年（平成26年）
  - 9月 - 生物学研究所設置
  - 11月 - 環境技術研究所設置
- 2016年（平成28年）
  - 9月1日 - 3代目学長に岩崎恭典・総合政策学部教授が就任[1]
- 2017年（平成29年）4月 - 経済学部の募集停止[2]。経済学部の内容は2018年度より総合政策学部に移行
- 2018年（平成30年）4月 - 学部再編により2学部5分野になる
  - 7月 - 地域農業研究所を設置
- 2023年（令和5年）4月 - 以下の新カリキュラムに移行
  - 総合政策学部 - 公共政策専攻、経営戦略専攻、人文社会専攻
  - 環境情報学部 - 環境科学専攻、メディア情報専攻（国の理系人材育成支援で環境情報工学部に改組予定）

## 基礎データ

### 所在地
- 三重県四日市市萱生町1200

## 教育および研究

### 組織

#### 学部
- 総合政策学部
  - 経営戦略専攻
  - 公共政策専攻
  - 人文社会専攻

- 環境情報学部
  - 環境科学専攻
  - メディア情報専攻

#### 研究所
- 関孝和数学研究所
- 生物学研究所

## 学生生活

### クラブ・サークル活動
四日市大学学友会
学生生活の充実と資質向上、学術文化・スポーツ等の発展及び学生間の幅広い交流や地域貢献を目標に日々活動している。
- 大学施設改善
- 四大桜まつり（新入生歓迎会）
- 四大祭
- 四大花火大会
- 四大クリスマスイベント

体育会系
硬式野球部、サッカー部、テニス部、ソフトテニス部、ゴルフ部、ホッケー部、バドミントン部、バスケットボール部
文化会系
伊勢型紙愛好会、茶道部、軽音楽部、地域パトロール部、エコ活部、ローターアクトクラブ、ボードゲーム部、旅倶楽部、クリエーター部、吹奏楽団、写真部、アウトドア部

## 大学関係者と組織

### 大学関係者組織
- 四日市大学産学同友会 - 四日市大学の情報を発信するとともに、加盟団体・企業から提言をもらい、社会に役立つ学術研究活動を積極的に展開していくことを目的に平成13年に設立された。

### 大学関係者一覧

#### 教職員
- 山本伸 - 環境情報学部。黒人文学
- 伊藤直司 - 元サッカー日本代表（1981年）。現・サッカー部監督

#### 著名な卒業生
- 渡辺創 - クリエイター（環境情報学部卒業）−カンヌ国際広告祭デザイン部門金賞
- 小林尊 - フードファイター、タレント（経済学部卒業）
- 野垣内俊 - プロサッカー選手
- 佐藤洸一 - プロサッカー選手
  - 野垣内・佐藤とともに2008年から特別指定選手としてFC岐阜に登録されていた。
- 成田光希 - プロサッカー選手（総合政策学部卒業）
- 村川凪 - プロ野球選手（総合政策学部卒業）

## 施設

### キャンパス
- 交通アクセス：
  - 東名阪道四日市東インターチェンジすぐ（インターを降りて右折、またすぐに右折）
  - 近鉄名古屋線「近鉄富田駅」より三岐鉄道バス「四日市大学前」行き終点（約10分）
  - JR関西本線「富田駅」より三岐鉄道バス「四日市大学前」行き終点（約15分）
  - 三岐鉄道三岐線「暁学園前駅」より徒歩20分
  - 名鉄バスセンターより高速バス「桜台」行き「四日市大学」下車（約40分）
  - JR関西本線「四日市駅」･近畿日本鉄道近鉄名古屋線「近鉄四日市駅」より三岐鉄道バス「山城駅前」行き「四日市大学前」下車（約30分）

## 対外関係
国内
- 高等教育コンソーシアムみえ
- 専門学校札幌ビジュアルアーツ（編入学に関する提携 2004年～ ）

国際・学術交流等協定校
- カリフォルニア州立大学ロングビーチ校（アメリカ・カリフォルニア州・ロングビーチ）
- 北京大学（中国・北京市）
- 南開大学（中国・天津市）
- クイーンズランド大学（オーストラリア・ブリスベーン）
- エコアジア環境大学（モンゴル・ウランバートル）

### 系列校
- 暁幼稚園
- 暁小学校
- 暁中学校・高等学校
- 四日市看護医療大学

### かつて存在した系列校
- 四日市大学短期大学部 - 四日市大学の前身。旧暁学園短期大学。2002年（平成14年）に廃止された。生活学科、幼児教育学科、初等教育学科等があったが、現在の四日市大学にそれらは引き継がれていない。